# Joseph Norman
Joseph Norman (Bay Shore, 25 maggio 1994) è un pallavolista statunitense, opposto del Team Freedom.

## Carriera

### Club
La carriera di Joseph Norman inizia nei tornei scolastici dello stato di New York, giocando per la Bay Shore HS. Dopo il diploma entra a far parte del programma di pallavolo maschile della George Mason, in NCAA Division I, col quale tuttavia non scende mai in campo durante il 2013, così resta inattivo per due annate, prima di completare la sua eleggibilità sportiva con la SUNY New Paltz, in NCAA Division III, con la quale conquista il titolo nazionale nel 2016.
Firma il suo primo contratto professionistico in Croazia, dove gioca nella stagione 2017-18 col Mladost Kaštela, in Superliga, conquistando la coppa nazionale. Dopo un nuovo periodo di inattività, per il campionato 2019-20 viene selezionato attraverso un draft dai Samsung Bluefangs, nella V-League sudcoreana; tuttavia viene svincolato prima ancora di scendere in campo in gara ufficiale a causa di alcuni problemi fisici, trasferendosi quindi in Belgio per disputare l'annata nella Liga A, dove col Roeselare conquista la supercoppa e la coppa nazionale.
Ritorna quindi in patria, disputando lo NVA Showcase 2020 coi Southern Exposure e poi la NVA 2021 col Team Freedom, venendo premiato come miglior opposto al termine dell'edizione seguente del torneo.

## Palmarès

### Club
- NCAA Division III: 1

2016
- Coppa di Croazia: 1

2017-18
- Coppa del Belgio: 1

2019-20
- Supercoppa belga: 1

2019

### Premi individuali
- 2016 - NCAA Division III: Rochester National All-Tournament Team
- 2022 - NVA: Miglior opposto